# Paris in April
Paris in April – drugi album solowy amerykańskiej piosenkarki April March, wydany w 1995. W przeciwieństwie do wydanego dwa lata wcześniej Gainsbourgsion został wydany także poza Francją.

## Opis albumu
Wszystkie utwory na Paris in April są coverami francuskich piosenek popowych z lat 60. i 70., między innymi takich wokalistek jak Françoise Hardy, czy France Gall. April March nagrała na Paris in April czternaście utworów, z czego osiem jest po francusku, a pozostałe sześć to angielojęzyczne wersje, przetłumaczone przez nią tych samych utworów. Tylko dwa utwory nie mają swoich anglojęzycznych odpowiedników; Tu mens, oraz La Chanson de Prévert.

## Komercyjny sukcesChick habit
Największą popularność spośród wszystkich zyskał utwór pod tytułem Chick habit, który jest anglojęzyczną wersją piosenki Laisse Tomber Les Filles i został wykorzystany między innymi do ścieżek dźwiękowych takich filmów jak Cheerleaderka (film) z 1999 roku, czy Grindhouse: Death Proof z 2007 roku. Piosenka została także użyta w reklamie Renault Twingo w 2008 w Wielkiej Brytanii i Francji.

## Lista utworów
- Chick Habit  –  2:08
- Poor Lola  –  2:23
- While We're Young  –  2:29
- Brainwash, Pt.2  –  2:27
- Moto Shagg  –  2:38
- Land of Go  –  2:28
- Chanson de Prevert  –  2:48
- Laisse Tomber Les Filles  –   2:07
- Tu Mens  –  2:25
- Le Temps de l'Amour  –  2:35
- Pauvre Lola  –  2:21
- La Fille A la Moto  –  2:27
- Le Temps des Yoyos  –  2:28
- Chez Les Ye-Ye  –  2:28[1][2]